# Ornithodoros maritimus
Espèce
Synonymes
- Ornithodoros coniceps maritimus 
Vermeil & Marguet, 1967

Ornithodoros maritimus est une espèce de tiques de la famille des Argasidae. 

## Distribution
Elle a été découverte sur des sternes de l'île Dumet en Loire-Atlantique. Elle a été observée sur des oiseaux marins en Atlantique Nord, en mer Méditerranée, en mer Noire, en mer Caspienne et en mer d'Aral.
Elle a été trouvée sur Sterna dougallii, Sterna hirundo, Sterna sandvicensis, Larus argentatus, Larus cachinnans, Phalacrocorax aristotelis et Alca torda. Les oiseaux la véhiculent sur de grandes distances. 

## Description
C'est un ectoparasite qui peut se nourrir sur différentes espèces d'oiseaux marins. Sa morsure peut occasionner des réactions inflammatoires ou allergiques. 
Les virus Soldado (Nairovirus), Essaouria (Orbivirus) et Kala Iris (Orbivirus) ont été isolés chez O. maritimus parasitant les oiseaux de mer.

## Reproduction
Après s'être gorgée de son repas, la femelle se laisse tomber au sol. Elle pond ses œufs qui écloront au printemps. 

## Publication originale
- Vermeil & Marguet, 1967 : Sur le diagnostic des larves d’Ornithodores du complexe coniceps-capensis (Acarina : Argasidae). Ornithodoros coniceps (Canestrini, 1890) maritimus n. ssp. prévaut dans les îles de Basse-Bretagne. Acarologia, vol. 9, p. 557-565.